# 崔瑞日
崔 瑞日（チェ・ソイル、朝鮮語: 최서일、1906年9月27日 - 1970年7月24日）は、日本統治時代の朝鮮の教員および大韓民国の実業家、政治家。第5代海務庁長、第6代韓国国会議員。

## 経歴
全羅南道莞島郡出身。日本農林省水産講習所（現・東京海洋大学）卒。水産業界の専門家として麗水水産学校の教諭を6年間務めた。光復後は朝鮮水産開発株式会社社長、商工部水産局長、第5代海務庁長（1960年10月22日〜1961年5月21日）を歴任した。5・16軍事クーデター以降は政界に入り、民主共和党所属の第6代国会議員、民主共和党全羅南道第13地区党委員長、国会農林委員会委員を務めた。
1970年7月24日、持病によりソウル市城東区の自宅で死去。享年65。